# Eesha Khare
Eesha Khare (n. 1995) este o studentă americană, cunoscută pentru faptul că a inventat un dispozitiv de stocare a energiei electrice, care poate fi încărcat complet în mai puțin de un  minut.
Este vorba de un supercondensator care se încarcă rapid și menține încărcătura electrică pentru o perioadă lungă de timp.
Conform specificațiilor inventatoarei, acesta poate rezista la 10.000 de cicluri de încărcare-reîncărcare, spre deosebire de bateriile reîncărcabile, care țin doar 1.000 de cicluri.
Acest dispozitiv ar putea avea succes la încărcarea rapidă a bateriilor telefoanelor mobile și a altor aparate electronice portabile.